# Torri di Quartesolo
Torri di Quartesolo is een gemeente in de Italiaanse provincie Vicenza (regio Veneto) en telt 11.395 inwoners (31-12-2004). De oppervlakte bedraagt 18,7 km2, de bevolkingsdichtheid is 609 inwoners per km2.
De volgende frazioni maken deel uit van de gemeente: Lerino, Marola.

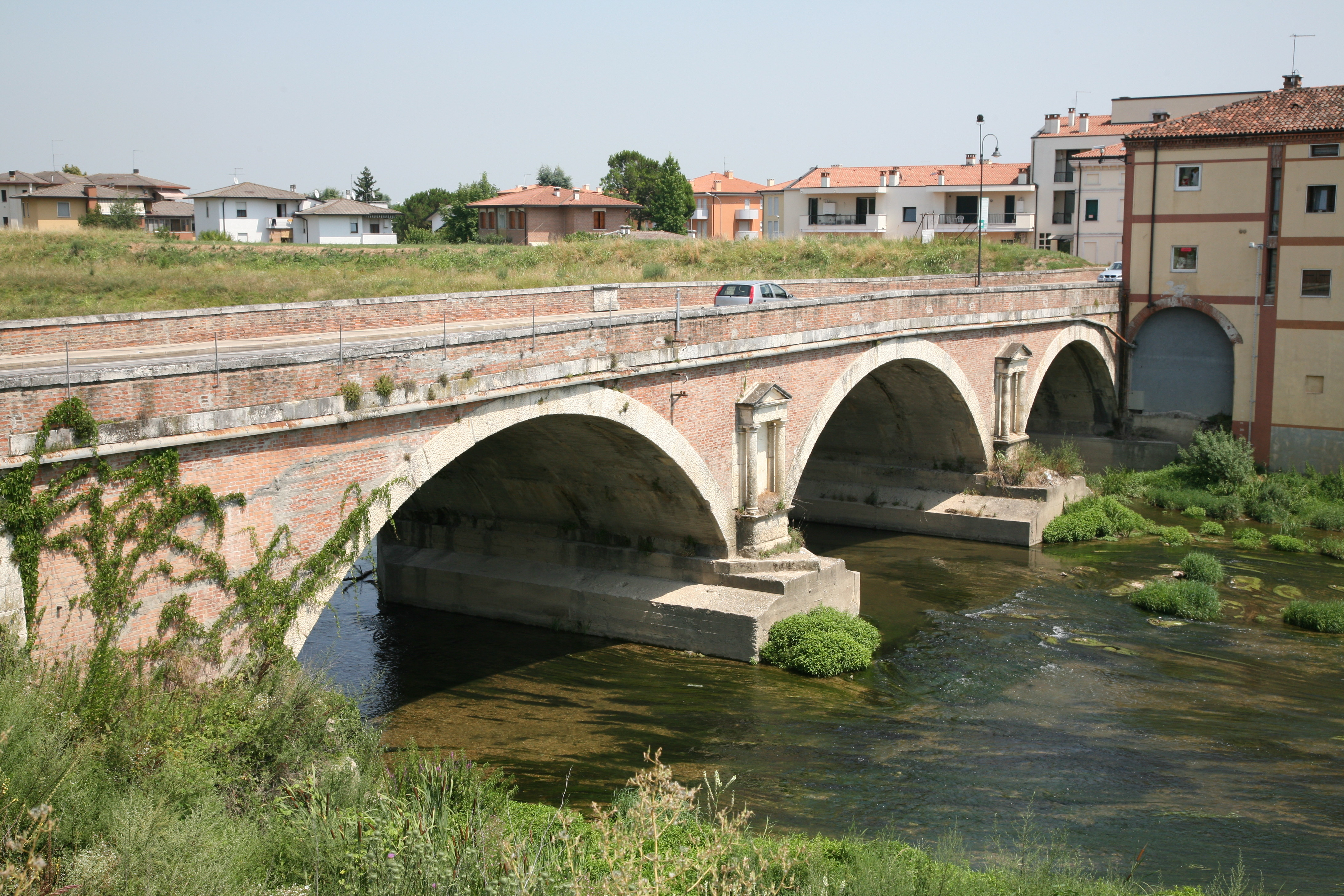
Brug over de Tesina
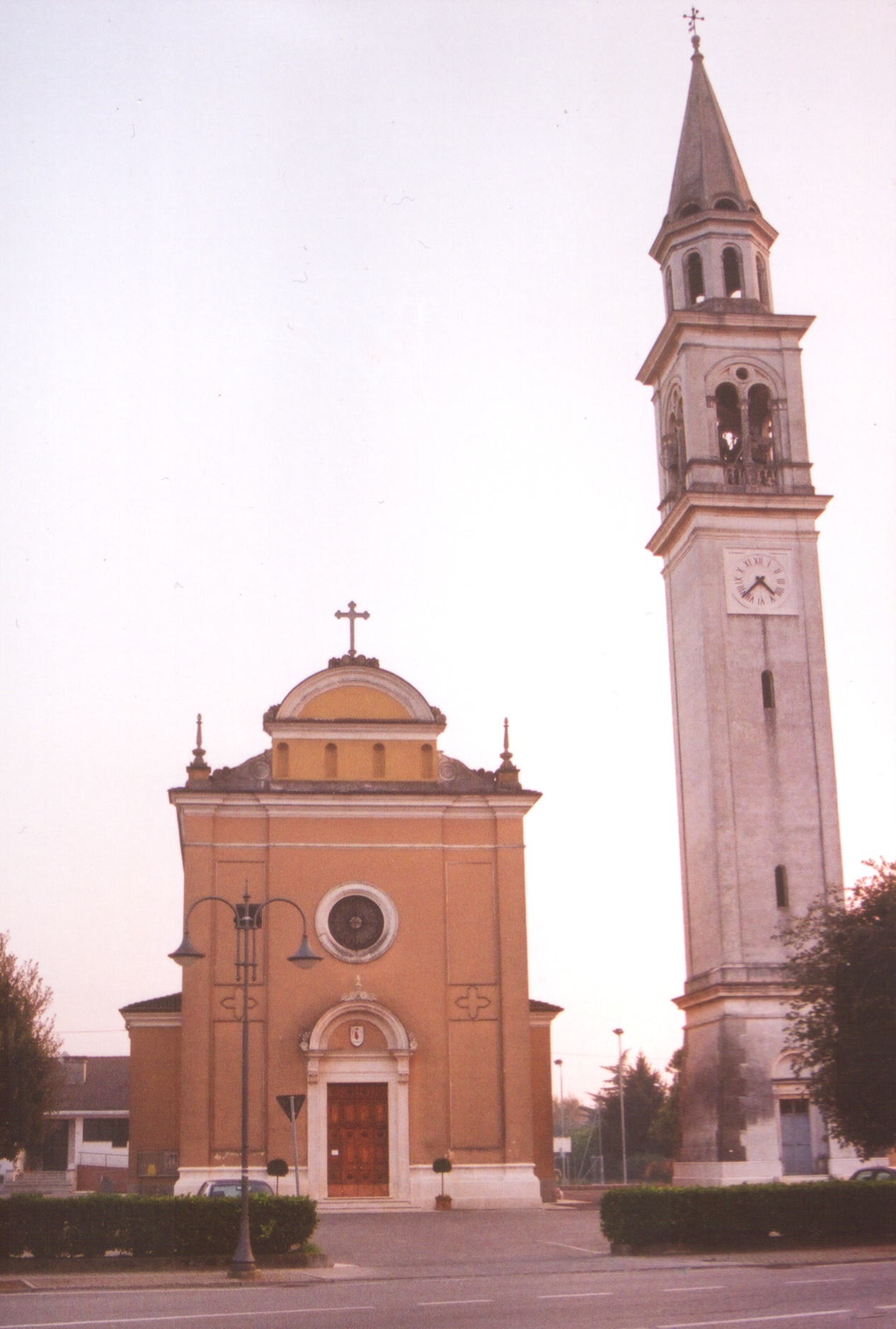
Kerk van Marola

## Demografie
Torri di Quartesolo telt ongeveer 4292 huishoudens. Het aantal inwoners steeg in de periode 1991-2001 met 11,6% volgens cijfers uit de tienjaarlijkse volkstellingen van ISTAT.
| Jaar | Inwoneraantal |
| ---- | ------------- |
| 1991 | 9844          |
| 2001 | 10.981        |

## Geografie
De gemeente ligt op ongeveer 30 m boven zeeniveau.
Torri di Quartesolo grenst aan de volgende gemeenten: Gazzo (PD), Grumolo delle Abbadesse, Longare, Quinto Vicentino, Vicenza.